# 亚历克西·克洛德·克莱罗
亚历克西·克洛德·克莱罗（法語：Alexis Claude Clairaut，法語發音：[alɛksi klod klɛʁo]，1713年5月13日—1765年5月17日），法国数学家、天文学家、地球物理学家。

## 生平
克莱罗出生于法国首都巴黎，父亲是一位数学教师。克莱罗很小就显示了数学方面的天赋，在其父亲的指导下，克莱罗12岁就写了一篇有关四次曲线的论文。16岁时又完成了《关于双重曲率曲线的研究》（Recherches sur les courbes a double courbure）一书（此书于1731年出版），这部著作得到了法国科学院的重视，因此克莱罗18岁时就被破格选为法国科学院院士。

## 數學與科學方面的貢獻
1736年，克莱罗跟随皮埃尔·莫佩尔蒂所率领的探险队前往北欧拉普兰进行子午线长度测量，此次结果证明了地球是扁球形。从北欧归来后，克莱罗于1743年发表了《关于地球形状的理论》（Théorie de la figure de la terre），在这部著作中首次阐述了地球几何扁率与重力扁率的关系，即著名的克莱罗定理。该定理为为利用重力资料研究地球形状奠定了基础。

### 幾何學
克莱罗在1741年撰寫了《幾何學基礎》（Èléments de Géométrie）一書。此書揭櫫了基本的幾何概念。在1700年代，一般學生普遍認為幾何學相當複雜難懂，是一門枯燥的科目。克莱罗見到這樣的潮流，決心撰寫一本面向一般程度讀者的幾何書，要讓幾何學改頭換面變得有趣。克莱罗認為，與其讓學生們解一大堆不甚了了的題目，更重要的應當是讓學生們在主動的狀態中自己重新發現並學習。克莱罗的書開篇為比較土地形狀及測量面積，在當時這是絕大多數的人在平時都會遇到的主題。書中所討論的主題涵蓋了直線、平面圖形、以及立體圖形。克莱罗在全書中不斷的論及多門學科與幾何學的聯繫，涵蓋了物理學、天文學以及數學中其他領域。書中的一些理論與教學方法至今仍廣為教師所採用，不限於幾何學，亦用於其他學科領域。

### 專注於天文上的運動
他得到解出三體問題近似解的巧妙方法；在1750年，他以一篇論文Théorie de la lune（《关于月球的理论》，对月球的运动规律作了数学描述。），獲得聖彼得堡學院獎；並且在1759年，他計算出哈雷彗星的近日點。
Théorie de la lune在風格上是嚴謹的牛頓學說。這包含解釋在之前曾經使天文學家困惑的拱點運動，當他受到定率的吸引而使用到三階逼近時，克萊羅起初認為如此令人費解是因為它需要發表一個新的假說，但隨即發現其結果是與觀測吻合的。之後，在1754年，他使用離散傅立葉轉換的模式計算導出了新的月球表。
克萊羅之後在月球的軌道、彗星運動所受到的行星攝動，特別是哈雷彗星的路徑，發表過許多的論文。